# Job-Characteristic-Theorie

Modell zur Arbeitsmotivation nach Hackman und Oldham

Die Job-Characteristic-Theorie (auch engl. Job Characteristics Model) ist eine Theorie aus dem Bereich der Arbeitspsychologie von Richard Hackman und Greg Oldham, welche das Modell erstmals 1976 untersuchten. Die Job-Characteristic-Theorie beschäftigt sich mit Faktoren der Arbeit, die Mitarbeiter intrinsisch motivieren können. Dabei konzentrieren sich die Autoren auf drei Klassen von Variablen: Kerneigenschaften von Arbeit (job characteristics), psychische Zustände der Person und Personeneigenschaften. Hackman und Oldham postulieren in ihrem Modell fünf Charakteristiken von Arbeit (Anforderungsvielfalt, Ganzheitlichkeit, Bedeutsamkeit, Autonomie, Feedback). Die Theorie war Auslöser für eine stärkere Orientierung an Jobenrichment im Arbeitskontext.

## Geschichte
Nach Wilhelm Wundts Gründung des ersten psychologischen Labors im Jahr 1879 definierte William Stern 1903 den Begriff der „Psychotechnik“. 1910 hielt Hugo Münsterberg die erste Vorlesung zum Thema Wirtschaftspsychologie. In den 1960er Jahren beschäftigte man sich intensiv mit Arbeitsgestaltung. Zur damaligen Zeit des Taylorismus war es wichtig, Arbeitsaufgaben in kleine Teile zu zerlegen und diese auf einzelne Personen aufzuteilen. Die Arbeit selbst und eine schnelle Durchlaufzeit eines Produktes standen im Vordergrund. Ein weiteres wichtiges Prinzip zur Zeit des Taylorismus lag in der Auswahl und der Schulung von Personal sowie in der Trennung von Kopf- und Handarbeit. Dieses Konzept wurde später von Henry Ford aufgefasst und mit der Fließbandarbeit kombiniert (Fordismus). Taylorismus und Fordismus führten jedoch zu Monotonie und einseitiger Belastung von Angestellten.
Mit den Hawthorne Studien zu Beginn der 90er Jahre begann die Human-Relations-Bewegung und der Begriff der „Arbeitspsychologie“ entstand. Es wurde festgestellt, dass eintönige und repetitive Aufgaben die Arbeitsmotivation von Angestellten stark beeinträchtigen können und zu starker Arbeitsbelastung führen. Die Ergebnisse der Hawthorne Studien führten dazu, dass der Mensch im Arbeitsumfeld in den Vordergrund gestellt wurde und das Arbeitsfeld der Arbeits- und Organisationspsychologie entstand.
Im Zuge der Human-Relations Bewegung wurde die Job Characteristic Theory von Hackman und Oldham 1976 untersucht. 1960 wurde sie erstmals als „Job Characteristics Model“ und später als „Job Characteristic Theory“ erwähnt.

## Variablen
Laut Hackman und Oldham sollen fünf Kerneigenschaften von Arbeit zu drei psychischen Zuständen bei Mitarbeitern führen, die wiederum Arbeitsmotivation und -zufriedenheit auslösen. Dabei wird die Beziehung zwischen den Kerneigenschaften und den psychischen Zuständen von individuellen Unterschieden (Ausmaß des Entfaltungsbedürfnis einer Person, deren Zufriedenheit mit dem Kontext der Arbeit und deren Wissen und Fähigkeiten) moderiert. Die Variablenbeziehungen der Job Characteristic Theorie können mittels der Job Characteristic Survey getestet werden. Dieser Fragebogen wurde von Hackman und Oldham erstellt und ergibt einen Score für das Motivationspotenzial einer Aufgabe.

„An individual experiences positive affect to the extent that he learns (knowledge of results) that he personally (experienced responsibility) has performed well on a task he cares about (experienced meaningfulness).“

### Kerneigenschaften von Arbeit
- Anforderungsvielfalt: Das Ausmaß an Vielfalt von verschiedenen Aktivitäten, die während der Aufgabenbewältigung erledigt werden und unterschiedliche Fähigkeiten und Talente des Angestellten verlangen. Laut der Job Characteristic Theorie löst die Aufgabe stärkere Motivation aus, wenn diese vielfältige Anforderungen mit sich bringt.[9]
- Ganzheitlichkeit: Das Ausmaß, in dem eine Aufgabe ‘‘vollständig‘‘ von einem Angestellten ausgeführt wird, also vom Anfang bis zum Ende, mit sichtbarem Ergebnis. Laut der Theorie von Hackman und Oldham sind vollständige Aufgaben motivierender.[9]
- Bedeutsamkeit: Das Ausmaß, in dem eine Aufgabe wesentlichen Einfluss auf das Leben oder die Arbeit anderer hat, unabhängig davon, ob dieser Einfluss innerhalb oder außerhalb der Arbeit wirkt. Aufgaben mit starkem Einfluss auf das Leben oder die Arbeit anderer wirken motivierender.[9]
- Autonomie: Das Ausmaß, in dem eine Aufgabe umfangreichen Freiraum, Unabhängigkeit und Entscheidungsspielraum in Bezug auf die Arbeitseinteilung und den Arbeitsablauf überlässt. Je mehr Freiraum, desto stärkere Motivation wird bei den Angestellten ausgelöst.[9]
- Feedback: Das Ausmaß, in dem Angestellte direkte und klare Informationen bezüglich ihrer Erledigung der Aufgabe und der Ergebnisse erhalten. Mehr Feedback führt laut der Job Characteristic Theorie zu mehr Motivation.[9]

### Psychische Zustände
- erlebte Sinnhaftigkeit der Arbeit: Das Ausmaß, in dem Angestellte ihre Aufgabe als grundsätzlich bedeutsam, wertvoll und sinnvoll erleben.[10]
- erlebte Verantwortung für Ergebnisse der Arbeit: Das Ausmaß, in dem Angestellte sich für das Ergebnis der Aufgabe persönlich zuständig und verantwortlich fühlen.[10]
- Kenntnis der Ergebnisse der Arbeit: Das Ausmaß in dem Angestellte kontinuierlich wissen und verstehen, wie erfolgreich sie ihre Aufgabe bewältigen.[10]

Hat ein Job einen hohen Score auf den fünf Kerneigenschaften von Arbeit, ist es wahrscheinlich, dass dieser Job die drei psychischen Zustände auslöst. Diese wiederum führen zu positiven Arbeitsergebnissen wie hoher Arbeitsmotivation, hoher Arbeitszufriedenheit und hoher Arbeitsleistung, sowie niedrigerem Absentismus und geringerer Fluktuation. Der Zusammenhang von einem hohen Level der Kerneigenschaften mit positiven Arbeitsergebnissen kann mittels dem Motivationspotenzial (MPS, motivating potential score) dargestellt werden. Dieses Motivationspotenzial kann nach Hackman und Oldham mittels folgender Formel berechnet werden:
{\displaystyle {\text{MPS}}={\frac {\text{Anforderungsvielfalt + Ganzheitlichkeit + Bedeutsamkeit }}{\text{3}}}{\text{ x Autonomie x Feedback}}}
Tätigkeiten müssen laut dieser Formel also eine hohe Ausprägung in zumindest einer Eigenschaften Anforderungsvielfalt, Ganzheitlichkeit und Bedeutsamkeit haben und zusätzlich eine hohe Ausprägung in Autonomie und Feedback haben, um ein hohes Motivationspotenzial zu erreichen.

### Moderatorvariablen
- Ausmaß des Entfaltungsbedürfnis einer Person[1]
- Zufriedenheit mit dem Kontext der Arbeit[1]
- Wissen und Fähigkeiten[1]

## Variationen
Die Job Characteristic Theorie wurde unter anderem von Idaszak und Drasgow und Graen, Scandura und Graen weiter erforscht. Es entstanden Ergänzungen und Anpassungen des Modells die im Folgenden genauer beschrieben werden.

### Invertierte Items – Korrektur von Idaszak und Drasgow
Idaszak und Drasgow veröffentlichten 1985 eine korrigierte Version der Job Diagnostic Survey. In ihrer Studie wurden Messfehler erkannt, die durch invertierte Items entstanden sind. Eine Faktorenanalyse wies außerdem auf sechs Kerneigenschaften der Arbeit hin, anstatt von fünf, wie von Hackman und Oldham postuliert. Nach genauerer Untersuchung wurde festgestellt, dass die beiden Befunde einander zu bedingen schienen. Entfernte man die invertierten Items aus der Analyse, ergaben sich wieder die ursprünglichen 5 Kernfaktoren.

### GN-GO Modell
Nach inkonsistenten Ergebnissen zur Moderatorrolle vom Ausmaß des Entfaltungsbedürfnis einer Person stellten Graen, Scandura und Graen das GN-GO Modell vor. In ihrem Modell ergänzten die Autoren das Job Characteristic Modell um die Moderatorvariable Entfaltungsmöglichkeiten. Laut Graen, Scandura und Graen gibt es keine einfach positive Beziehung zwischen Motivation und dem Entfaltungsbedürfnis einer Person, sondern diese Beziehung wird von dem Ausmaß der Entfaltungsmöglichkeiten beeinflusst.

### Erweiterungen der Charakteristiken und Outcomes
Humphrey, Nahrgang und Morgeson erweiterten die Job Characteristic Theorie um Charakteristiken der Arbeit und Outcomes. Die neuen Kerneigenschaften wurden dann in drei Subkategorien geteilt: motivationale, soziale und arbeitskontextbezogene Charakteristiken. Die Outcomes wurden auf vier Kategorien aufgeteilt: behavioral, einstellungsbezogen, Rollenwahrnehmung und Zufriedenheit. Die Autoren postulieren also mehr einflussreiche Charakteristiken, als die ursprüngliche Theorie vorgibt.

### Psychological Ownership
Pierce, Jussila und Cummings fassten frühere empirische Untersuchungen zur Job Characteristic Theorie und zu Psychological Ownership zusammen und bildeten daraus eine Zusammenfassung der beiden Theorien. In ihrer Untersuchung ersetzen die Autoren die psychologischen Zustände im Modell von Hackman and Oldham durch Psychological Ownership. Diese dient in ihrem neuen Modell als Mediator zwischen den Charakteristiken der Arbeit und den Outcomes. Außerdem wurden zu den positiven Outcomes der Job Characteristic Theorie noch negative Outcomes hinzugefügt (z. B. Resistenz gegen Veränderung und Last von Verantwortung).

### Andere relevante Theorien zur Arbeitsmotivation
- Scientific Management
- Zwei-Faktoren-Theorie (Herzberg)
- Soziotechnisches System
- ERG-Theorie
- Maslowsche Bedürfnishierarchie
- Rubikonmodell der Handlungsphasen
- Equity-Theorie
- Zielsetzungstheorie

## Rezeption
Characteristic Modell sechs Vorteile für Organisationen:
1. Arbeit und Aufgaben abwechslungsreicher miteinander kombinieren
2. Dezentralisierung
3. Leichtere Zuweisung von Aufgaben an Gruppen und Teams
4. Ideen teilen
5. Mehr Verbundenheit zwischen Mitarbeitern und Kunden oder Endgebrauchern
6. Weniger Personalfluktuation

Auch im Blog der Peakon Post wird das Modell positiv bewertet. In einem Blogpost werden Hackman und Oldham für ihre Theorie in die Liste der „Heroes of Employee Engagement“ aufgenommen. Der Autor des Posts spricht von der guten Verständlichkeit des Modells und der Möglichkeit, das Modell leicht in die Praxis aufzunehmen. Außerdem wird hervorgehoben, dass die beiden Methoden Jobrotation und Job Enrichment aus dem Job Characteristic Modell hervorgingen.

### Kritik
Hackman und Oldham sprechen von den Job-Charakteristiken als einzelne unabhängige Variablen. Studien zeigten aber, dass die Kerneigenschaften von Arbeit interkorrelieren. Das bedeutet, dass die Eigenschaften in gewisser Weise zusammenhängen und sich gegenseitig beeinflussen. Es wären weitere Studien nötig, um die genauen Zusammenhänge zwischen den Variablen zu untersuchen. Des Weiteren fehlt im Modell in Bezug auf das Merkmal Feedback die Dimension des Feedbacks anderer (Kollegen, Vorgesetzte), welches ebenfalls als Motivator wirken kann. Es wird in der Job-Characteristic-Theorie rein auf Rückmeldung durch die Tätigkeit selbst Bezug genommen. Eine andere Variable, die im Modell nicht erwähnt wurde, ist die Zusammenarbeit. Einige Arbeitstätigkeiten können nur mit Kooperation erledigt werden. Außerdem kann Zusammenarbeit auch eine motivierende Rolle spielen.